# Bąsze
Bąsze [ˈbɔ̃ʂɛ] (tiếng Đức: Bonschen) là một ngôi làng thuộc khu hành chính gmina Bartoszyce, thuộc hạt Bartoszycki, tỉnh Warmińsko-Mazurskie, ở phía bắc Ba Lan, gần biên giới với tỉnh Kaliningrad của Nga.